# Chaetarcturus tenuispinatus
Chaetarcturus tenuispinatus là một loài chân đều trong họ Antarcturidae. Loài này được Kussakin & Vasina miêu tả khoa học năm 1998.